# Крагујевачки фестивал уличних свирача
Крагујевачки фестивал уличних свирача је традиционална манифестација која се од 2018. године једном годишње организује у Крагујевцу. Ову манифестацију од културног и општег друштвеног значаја како за сам град, тако и за шири регион, организује Дом омладине Крагујевац у оквиру програма обележавања Дана града. Програм фестивала састоји се од појединачних концерата који се одржавају на више значајних локација у граду. Фестивал траје три дана, у периоду од 4. до 6. маја, а програм почиње у подне и траје до вечерњих часова.

## О фестивалу
Крагујевачки фестивал уличних свирача замишљен је тако да на разним локацијама у граду наступају познати градски музичари, музичке групе, диџејеви и ученици музичких школа, који се пролазницима представљају својим препознатљивим репертоаром. На програму су разноврсни жанрови, а последњих година на фестивалу наступају и гости из других градова.
Програм фестивала одвија се на неколико значајних локација у граду:
- Трг Код крста у пешачкој зони у центру града,
- Ђачки трг код Прве крагујевачке гимназије,
- плато испред Хотела „Зеленгора“,
- Велики парк и
- плато испред Дома омладине Крагујевац.[3]

Године 2023. фестивал је, због трагичних догађаја 3. и 4. маја те године померен и одржан је од 20. до 22. јуна, као и ранијих година на више локација.